# 1964 en Tunisie
Chronologie de la Tunisie
- 1960
- 1961
- 1962
- 1963
- 1964
- 1965
- 1966
- 1967
- 1968

Cet article présente les faits marquants de l'année 1964 en Tunisie ou relatifs à la Tunisie.

## Événements
- 12 mai : le gouvernement tunisien décide de nationaliser toutes les terres possédées par des étrangers, en premier lieu celles des colons[1] ; la France annule aussitôt son aide financière et rappelle ses techniciens[2].
- 31 juillet : l'amphithéâtre d'Hammamet, inspiré de l'Antiquité grecque, est inauguré[3].
- 19 octobre : le 7e congrès du Néo-Destour s'ouvre à Bizerte ; il adopte le socialisme comme doctrine et prend le nom de Parti socialiste destourien le 22 octobre.
- 8 novembre : 
  - l'élection présidentielle, la deuxième du genre à se tenir en Tunisie, voit le seul candidat en lice, le président sortant Habib Bourguiba, être réélu avec 100 % des voix.
  - les élections législatives, les cinquièmes à se tenir en Tunisie, voient les listes présentées par le pouvoir obtenir la totalité des sièges.

## Sports
- Tunisie aux Jeux olympiques d'été de 1964
- Championnats de Tunisie d'athlétisme 1964

### Football
- Équipe de Tunisie de football en 1964
- Championnat de Tunisie de football 1963-1964
- Championnat de Tunisie de football 1964-1965
- Coupe de Tunisie de football 1963-1964
- Coupe de Tunisie de football 1964-1965

### Handball
- Championnat de Tunisie masculin de handball 1963-1964
- Championnat de Tunisie masculin de handball 1964-1965

### Volley-ball
- Équipe de Tunisie de volley-ball en 1964
- Championnat de Tunisie masculin de volley-ball 1963-1964
- Championnat de Tunisie masculin de volley-ball 1964-1965

## Culture
- Ursus l'invincible (Gli invincibili tre) est un film italo-tunisien de Gianfranco Parolini sorti en 1964.

## Naissances en 1964
- Naissance en Tunisie en 1964

## Décès en 1964
- Décès en Tunisie en 1964